# Oklahoma City Thunder
Az Oklahoma City Thunder profi kosárlabdacsapat az NBA-ben, székhelye Oklahoma City. A Thunder a liga nyugati főcsoportjának északnyugati csoportjának tagja, otthona a Paycom Center.
A Thunder G-League csapata az Oklahoma City Blue, aminek a tulajdonosa is. A Thunder az egyetlen nagy észak-amerikai sportcsapat, aminek székhelye Oklahoma államában található. Korábban itt játszott még két szezonig a New Orleans Hornets, a Katrina hurrikán pusztítását követően.
A megszűnt Seattle SuperSonics utódja, eredetileg az 1967–1968-as szezonban csatlakozott a ligához a csapat. A SuperSonics 2008-ban költözött Seattle-ből Oklahoma Citybe, miután egy per után Clay Bennett és Seattle törvényhozása között megegyezés született. Seattle-ben a SuperSonics 22 alkalommal jutott a rájátszásba, a csoportjukat hatszor nyerték meg, három döntőben játszottak és egy bajnoki címet nyertek 1979-ben.
Oklahoma Cityben a rájátszásba először a 2009–2010-es szezonban jutottak be, az első csoportgyőzelmük pedig a 2010–2011-es szezonban jött. Egy évvel később meg is nyerték az első főcsoport címüket, amivel a csapat történetében negyedszerre jutottak döntőbe, először a Thunder név alatt. 2025-ben nyerték meg első bajnoki címűket Oklahomába költözésük ót.

## Történet

### 1967–2008: Seattle SuperSonics
A Thunder jogelődjét, a Seattle SuperSonics-ot 1967-ben alapították meg. A csapat 41 éves történetében a SuperSonics 1745 mérkőzést nyert meg és 1585-ször vesztett (.524) az alapszakaszban, míg a rájátszásban ez az arány 107–110 (.493) volt. A csapat címei közé tartozott három nyugati főcsoport győzelem (1978, 1979, 1996) és egy bajnoki cím (1979).

### 2008–2009: költözés Oklahomába és az első szezon
2006-ban a Starbucks korábbi vezérigazgatója, Howard Schultz eladta a SuperSonics csapatát és a Women’s National Basketball Associationben (WNBA) szereplő testvércsapatát, a Seattle Stormot, 350 millió dollárért. A vevő a Professional Basketball Club LLC volt, egy oklahomai befektetőkből álló csoport, amit Clay Bennett vezetett. A megegyezést az NBA a következő év októberében hagyta jóvá. 2007-ben Bennett bejelentette, hogy a csapat Oklahoma Citybe költözik, amint lejár a megegyezésük a csapat stadionja, a KeyArena bérléséről.

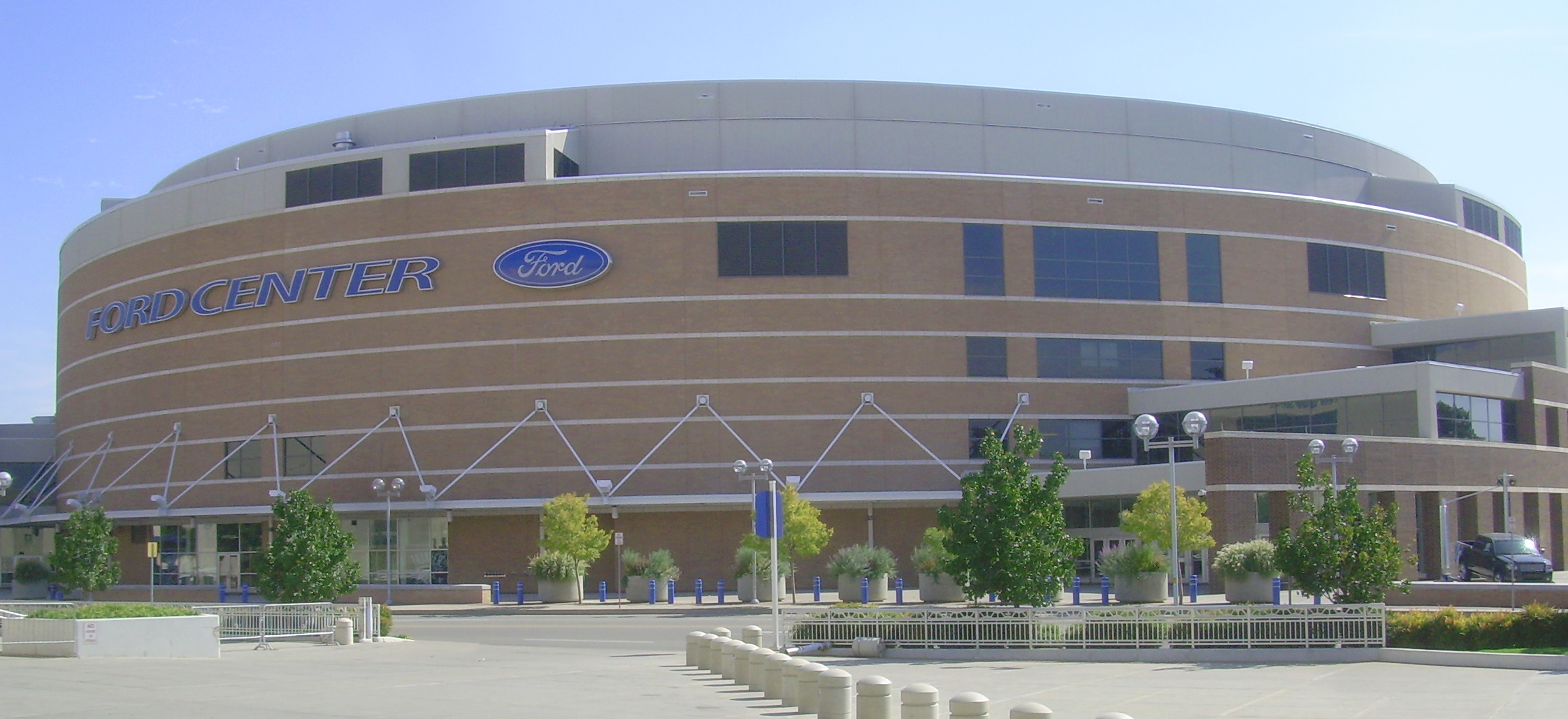
A Chesapeake Energy Arena (napjainkban Paycom Center), ami 2008 óta a Thunder otthona

2008 júniusában Seattle beperelte Bennettet, aki megpróbálta idő előtt megszakítani a Sonics és a KeyArena közötti megegyezést. Az ügy szövetségi szintre jutott. Egy hónappal később a két fél megegyezett. A megegyezés szerint Seattle 45 millió dollárt kapott a szerződés megszakítására, illetve 2013-ban még 30-at kapott volna, ha bizonyos feltételeket elért volna a csapat. Abba is beleegyezett a franchise, hogy elhagyja a SuperSonics nevet, a logót és a csapat színeit, hogy a jövőben egy új seattle-i csapat azokat majd felvehesse, de a franchise történetét megosztották. 2008. szeptember 3-án bemutatták a csapat új nevét, logóját és színeit. A SuperSonics utolsó NBA-draftja a 2008-as volt, ahol Russell Westbrookot választották ki a UCLA-ből, aki később a franchise egyik legfontosabb játékosa lett.
A Thunder részt vett a Orlando Pro Summer League-ben, másodéves játékosaikkal és újoncaikkal. A csapat egy fekete mezt viselt, OKC-NBA felirattal. A Thunder edzőközpontja ekkor a Sawyer Center volt, amit a New Orleans Hornets is használt, amikor itt játszottak.

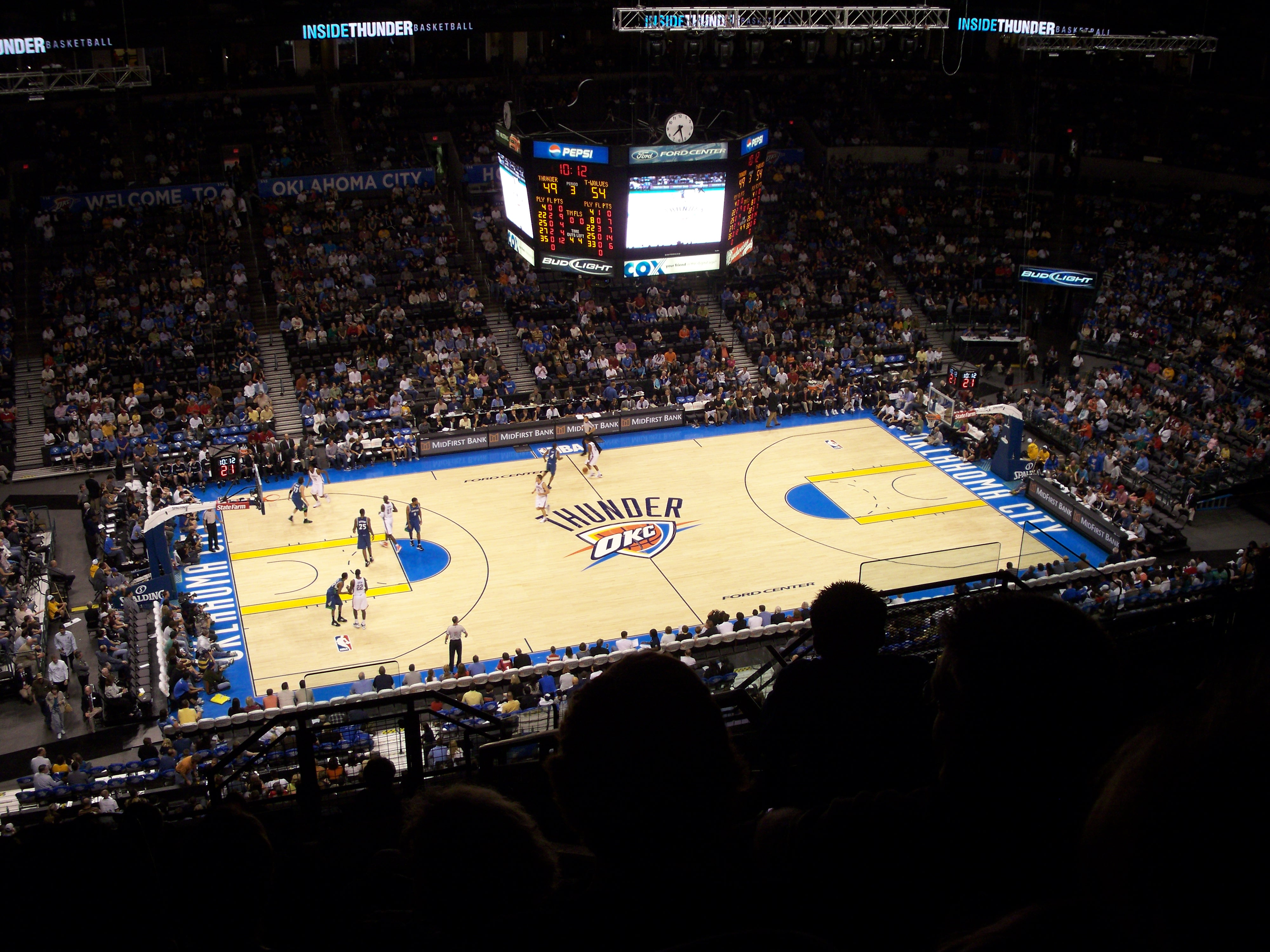
A Thunder 2008. november 2-án legyőzte a Minnesota Timberwolves csapatát, megszerezve első győzelmüket

A Thunder az első NBA-mérkőzését a Milwaukee Bucks ellen játszotta, kikaptak. Earl Watson szerezte az első pontokat. November 2-án a Thunder megnyerte első mérkőzését, a Timberwolves legyőzésével, A csapat november 22-én kirúgta vezetőedzőjét, P. J. Carlesimót, miután a szezont egy győzelemmel és 13 vereséggel kezdte. Scott Brooks lett az új megbízott edző. Azt követően, hogy elvesztették következő négy mérkőzésüket, beállították a franchise-rekordot a legtöbb sorozatban elvesztett mérkőzésért (14). Viszont a negatív rekordot nem döntötték meg, legyőzték a Memphis Grizzlies-t.
A szezon során egyre jobban kezdtek el játszani. Azt követően, hogy 3–29-es teljesítménnyel kezdték az évadot, a maradék 50 mérkőzésből meg tudtak nyerni húszat. Amellett, hogy egyre többször nyertek, sokkal jobban is játszottak, 23 győzelemmel zárva a szezont. Ezzel sikeresebbek lettek, mint a SuperSonics utolsó szezonjában.
A költözést követően a csapat pénzügyi helyzete is fejlődött. 2008 decemberében a Forbes szerint a csapat 300 millió dollárt ért, ami 12%-kal magasabb, mint az előző, 268 milliós értékelés. A Forbes azt is megjegyezte, hogy a csapat sokkal több jegyet adott el, 78% helyett 100%-ot.

### 2009–2012: első döntőszereplés
Első szezonjukat követően a Thunder célja a csapat teljesítményének fejlesztése volt. A franchise a nyáron nem igazolt egy kiemelkedő játékost se, James Harden (Arizonai Állami Egyetem) draftolása volt a legnagyobb szerződtetésük. A 2009-es drafton még kiválasztották Rodrigue Beaubois-t a 25. választással, de a Dallas Mavericks-be küldte Byron Mullens-ért cserébe. A csapat leszerződtetett még egy centert, Etan Thomas-t, illetve Kevin Ollie irányítót. 2009 decemberében megszerezték Eric Maynort a Utah Jazztől.
A szezon első pillanataitól a fiatal csapat eltökéltnek és összetartónak tűnt. Kevin Durant szerepe, mint vezéregyéniség és a fiatal játékosok fejlődése, mint Russell Westbrook és James Harden, nagy szerepet játszott a Thunder fejlődésében. A 2009–2010-es szezonban többször is győzni tudtak az NBA legjobb csapatai ellen, például legyőzték a keleti főcsoport-győztes Orlando Magic-et 28 ponttal, illetve a címvédő Los Angeles Lakers-t 16 ponttal. Idegenben győzelmet arattak a San Antonio Spurs, a Utah Jazz, a Miami Heat, a Boston Celtics és a Dallas Mavericks ellen, amivel elkezdték bebetonozni magukat, mint a liga egyik jobb csapata. Ugyan a szezon első felében nagyjából csak a mérkőzéseik első felét tudták megnyerni, a második felét egy kilenc mérkőzéses győzelmi sorozattal kezdték. Kevin Durant lett a liga történetének legfiatalabb játékosa, aki elnyerte a pontkirályi címet, 30,1 pontot átlagolva a szezonban.
A Thunder 50 győzelemmel zárta a szezont, megduplázva sikereiknek számát az előző szezonból. Ez a legtöbb győzelem volt egy 8. helyezett csapattól. A Thunder negyedik lett az északnyugati csoportban és nyolcadik a főcsoportban, helyet szerezve a 2010-es rájátszásban. Április 22-én szerezték meg első rájátszás-győzelmüket amióta Oklahomába költöztek, legyőzve a címvédő Los Angeles Lakers-t 101–96-ra. Ugyan kiharcolták, hogy négy mérkőzés után döntetlen legyen a sorozat, a Lakers megnyerte a következő két meccset és tovább jutott.
Az Oklahoma City nézőszámot tekintve tizenkettedik helyen zárta a szezont, 41 hazai mérkőzésükből 28 alkalommal volt teltház és átlagosan a székek 98%-a volt foglalt. A csapat értéke továbbra is emelkedett, már 310 millió dollárt ért, 12,7 milliós profittal (évek óta az első profitot hozó szezon).
A következő szezont a Thunder 55 győzelemmel zárta és megszerezte első csoportgyőzelmét Oklahoma Cityben és összességében a hetediket. A Denver Nuggets elleni első fordulóban Kevin Durant 41 pontot szerzett az első mérkőzésen, ami neki akkor karriercsúcsnak számított. A sorozat utolsó mérkőzésén ismét 41-et szerzett és Serge Ibaka majdnem beállította a blokkrekordot a rájátszásban (10 blokk, Mark Eaton, Hakeem Olajuwon és Andrew Bynum). A Thunder öt mérkőzés után megnyerte a sorozatot és a következőben a nyolcadik helyezett Memphis Grizzlies ellen játszottak, akik az első körben kiejtették a San Antonio Spurs-t. A Thunder eljutott a főcsoport-döntőig, hét mérkőzés után kiejtve a Grizzlies-t. Ismét Durant volt a hős, 37 pontot dobva a hetedik meccsen, míg Russell Westbrook tripla-duplát szerzett. Ugyan kiemelkedően küzdöttek a későbbi bajnok Dallas Mavericks ellen, 4–1-re elvesztették a sorozatot.
A felfüggesztett szezon idején a Thunder több barátságos mérkőzésen is játszott, hogy formában maradjanak. Mikor a lerövidített edzőtábor végre elkezdődött, Russell Westbrook kivételével minden játékos részt tudott venni, Kendrick Perkins több, mint 13 kg-t vesztett a felfüggesztés alatt. A Thunder két mérkőzést játszott az előszezonban, mindkettőt megnyerve a Dallas Mavericks ellen. Orlando ellen nyerték meg első mérkőzésüket a szezonban, amit egy öt meccses győzelmi sorozat követett. Kevin Durant mindössze a hatodik játékos lett a liga történetében, aki legalább 30 pontot tudott szerezni a szezon első négy mérkőzésén. Ezek mellett az első csapat lettek, akik három nap alatt három mérkőzést tudtak megnyerni, kétszer megverve a Rockets és egyszer a San Antonio Spurs csapatát. Durant, Westbrook, Harden, Perkins és Ibaka mind All Star-jelöltek lettek. Miután 2012. február 11-én megverték a Utah Jazzt, Scott Brooks-ot választották meg a nyugati All Star-csapat edzőjének.
A 2012-es rájátszásban a Thunder elsöpörte a címvédő Dallas Mavericks-et az első körben, majd a Los Angeles Lakers ellen játszottak a második fordulóban. Öt mérkőzésen legyőzték a kaliforniai csapatot és a főcsoportdöntőben a San Antonio Spursszel mérkőztek meg. A Thunder elvesztette az első két mérkőzést, de meg tudták nyerni a következő hármat, beleértve egy idegenbeli győzelmet az ötödik meccsen. A hatodik meccsen legyőzték a Spurs-t 107–99-re és továbbjutottak a döntőbe. A döntőben meg tudták nyerni az első mérkőzést, de elvesztették a következő négyet, így a Miami Heat lett a bajnok.

### 2012–2016: Durant-, és Westbrook-éra

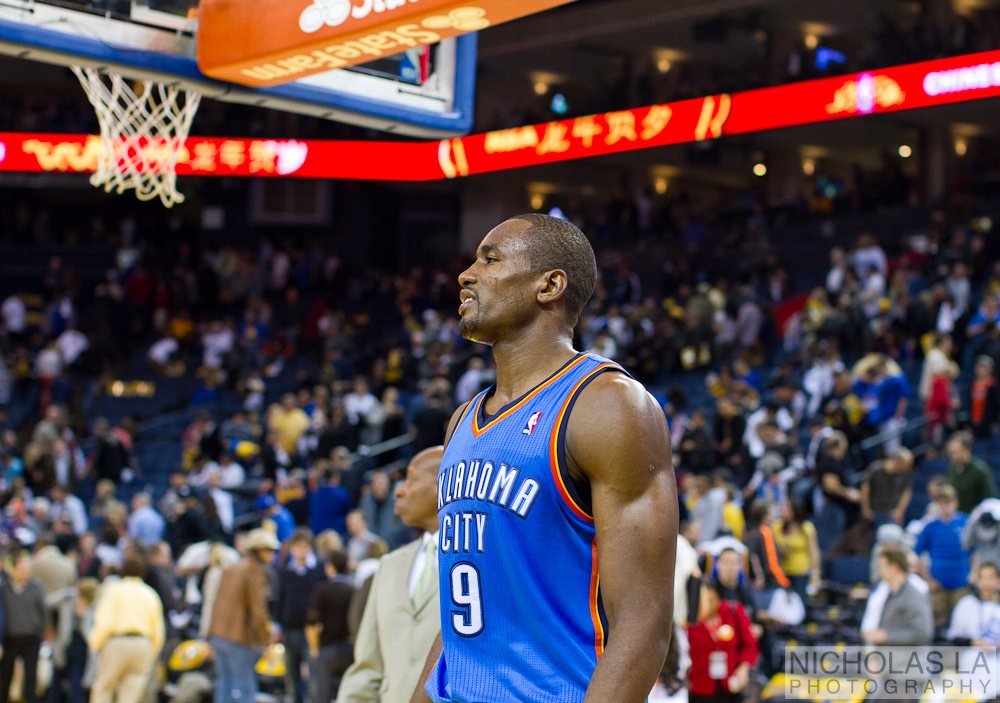
Serge Ibaka 2012-ben négy évre meghosszabbította szerződését a csapattal

#### 2012–2013-as szezon
A 2012-es NBA-drafton a Thunder kiválasztotta Perry Jones III-t a 28. helyen, a Baylor Egyetemről. Ezek mellett leszerződtették Hasheem Thabeetet, Daniel Ortont, Andy Rautins-t és DeAndre Liggins-t. Meghosszabbították Serge Ibaka szerződését négy évre, 48 millió dollárért. Azt követően, hogy nem tudtak megegyezni James Hardennel a hosszabbításról, ami négy év alatt 52 millió dollárt ért volna, úgy döntöttek, hogy a luxusadó kifizetése helyett inkább a Houston Rockets csapatába küldik. A megegyezés 2012. október 27-én született meg, Harden, Cole Aldrich, Daequan Cook és Lazar Hayward, Kevin Martinért, Jeremy Lambért, két első köri és egy második köri választásért cserébe kötött ki Texasban. Martin vette át Harden helyét a cserepadon a szezonra. A Thunder a szezont 60 győzelemmel zárta, megnyerve az északnyugati csoportot és első helyen zárva a főcsoportban is. Az első fordulóban a 8. helyezett Rockets és James Harden ellen játszottak. A második mérkőzésen Westbrookot egy ugrás közben eltalálta Patrick Beverley, aminek következtében az irányító rosszul ért földet és ki kellett hagynia a rájátszás hátralévő részét. A Thunder ennek következtében elvesztette az negyedik és ötödik mérkőzést, csak a hatodikban tudtak továbbjutni. A második körben legyőzte őket a Memphis Grizzlies.

#### 2013–2014-es szezon

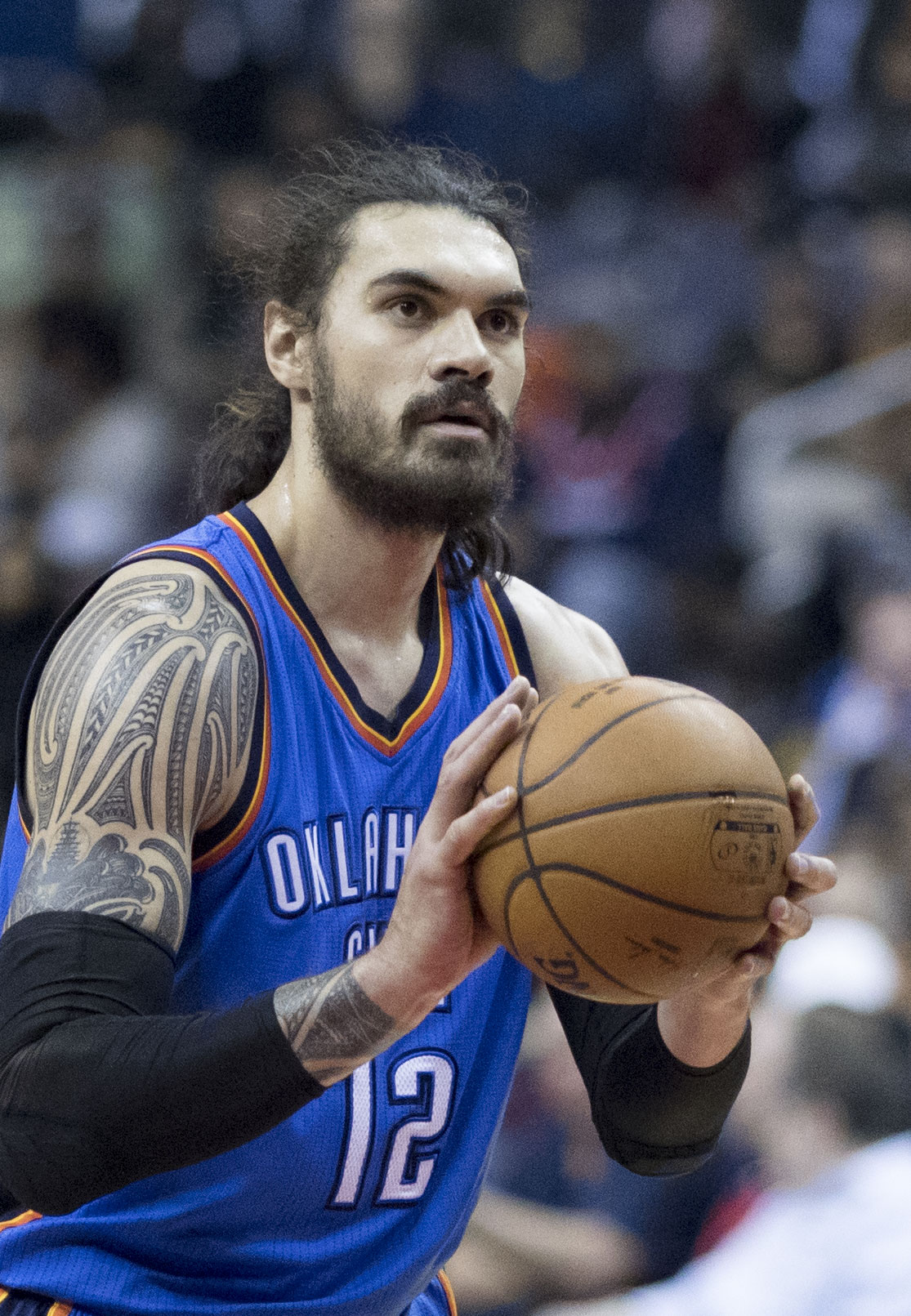
Steven Adams-t a 12. helyen választotta a 2013-as NBA-drafton a csapat

A 2013-as NBA-drafton a Thunder a 12. helyen Steven Adams-t választotta ki, miután a választást Andre Robersonért és Grant Jerrettért cserében szerezte meg. Kevin Martin szerződését nem hosszabbították meg, így csatlakozott a Timberwolves csapatához. A Thunder nyara viszonylag sikertelen volt, mindössze Ryan Gomes-t tudták leszerződtetni és meghosszabbították Derek Fisher szerződését. A csapat második lett a főcsoportban, 59 győzelemmel. Az első fordulóban már harmadjára találkoztak a Memphis Grizzlies-zel a rájátszásban, amelyik sorozatban négyszer is hosszabbításban dőlt el egy mérkőzés. Oklahoma City a hetedik mérkőzésen tudta csak kiejteni a Grizzlies-t, amit követően a Los Angeles Clippers-zel mérkőztek meg. A Clippers-t is legyőzték, a hatodik mérkőzés után jutottak tovább. A főcsoport-döntőben az ellenfelük az előző évhez hasonlóan a San Antonio Spurs volt, de ezúttal alulmaradt a Thunder.

#### 2014–2016
A 21. és a 29. választással a 2014-es drafton leszerződtették Mitch McGary-t (Michigan) és Josh Huestis-t (Stanford). Ezek mellett leszerződtették Semaj Christont a Charlotte Hornets-től. Július 3-án leigazolták Sebastian Telfairt, de elvesztették Thabo Sefoloshát, miután annak lejárt a szerződése és az Atlanta Hawks mellett döntött. Hetekkel a szezon kezdete előtt Durant jobb lába megsérült és ki kellett hagynia a szezon első 17 mérkőzését. A Portland Trail Blazers elleni szezonnyitón Westbrook 38 pontot szerzett, de törést szenvedett jobb kézfejében. Tizenhat mérkőzést hagyott ki, amelyik időszakban Oklahoma City mindössze négyszer nyert. A szezon közepén Westbrook és Durant ugyan visszatért, de ismét megsérültek mindketten. Márciusban Durant kiesett a szezon hátralévő részére, miután úgy döntött, hogy megműtteti érült lábát. Westbrooknak is át kellett esnie egy műtéten, hogy meggyógyítsák egyik arccsontját. Mindössze napokkal később vissza tudott térni és több tripla-duplát is szerzett a szezon fennmaradó részében. Februárban és áprilisban is a főcsoport hónap játékosának választották. Megnyerte a pontkirályi címet is, de az MVP-címet nem sikerült megszereznie, miután a Thunder lemaradt a rájátszásról. A csapat 47 mérkőzést nyert meg, amit követően kirúgták Scott Brooks-ot és leszerződtették Billy Donovan a következő edzőnek. Ez volt Donovan első munkája az NBA-ben, miután eredetileg elfogadta az Orlando Magic edzői szerepét, de végül visszalépett.
A 2015-ös NBA-drafton a 14. és a 48. helyen a Thunder Cameron Payne-t és Dakari Johnsont választotta ki. Donovan vezetésével a Thunder megnyerte az északnyugati csoportot és harmadik lett a nyugati főcsoportban. A csapat negyedjére is elérte a főcsoport-döntőt, de kiejtette őket a Golden State Warriors, annak ellenére, hogy négy mérkőzés után 3–1-re vezettek.

### 2016–2017: Durant távozása és Westbrook MVP-szezonja
Kevin Durant jövőjéről hónapokig tartó spekulációt követően, 2016. július 4-én bejelentette, hogy a Golden State Warriors csapatához szerződik. A döntését, hogy az előző szezonban NBA-rekordnak számító 73 győzelmet szerző csapathoz csatlakozzon, sokan kritizálták és LeBron James 2010-es Miamiba szerződéséhez hasonlították. Július 7-én a Warriors hivatalosan is bejelentette Durant érkezését, egy két éves, 54,3 millió dolláros szerződéssel, aminek első éve után a játékos dönthetett, hogy marad-e.
2016. augusztus 4-én Westbrook aláírt egy három éves szerződés-hosszabbítást a Thunderrel. 31,6 pontot, 10,4 gólpasszt és 10,7 lepattanót átlagolva Oscar Robertson óta Westbrook lett az első játékos, aki egy tripla-duplát átlagolt egy egész alapszakaszban és mindössze a második az NBA történetében. 2017. április 2-án Westbrook beállította Robertson rekordját a legtöbb tripla-dupláért egy szezonban (41). Április 9-én döntötte meg a rekordot a Denver Nuggets ellen, megszerezve 42. tripla-dupláját. Ugyanezen a mérkőzésen a játékidő lejárta után nyerte meg csapatának a mérkőzést, véget vetve a Nuggets rájátszás-álmainak és bebiztosítva a hatodik helyezést a Thudernek. Az első fordulóban ki is estek a Houston Rockets ellen, mindössze egy meccset tudtak megnyerni. Mindezek ellenére Westbrookot választották a szezon legértékesebb játékosának.

### 2017–2019: Westbrook-, és George-éra

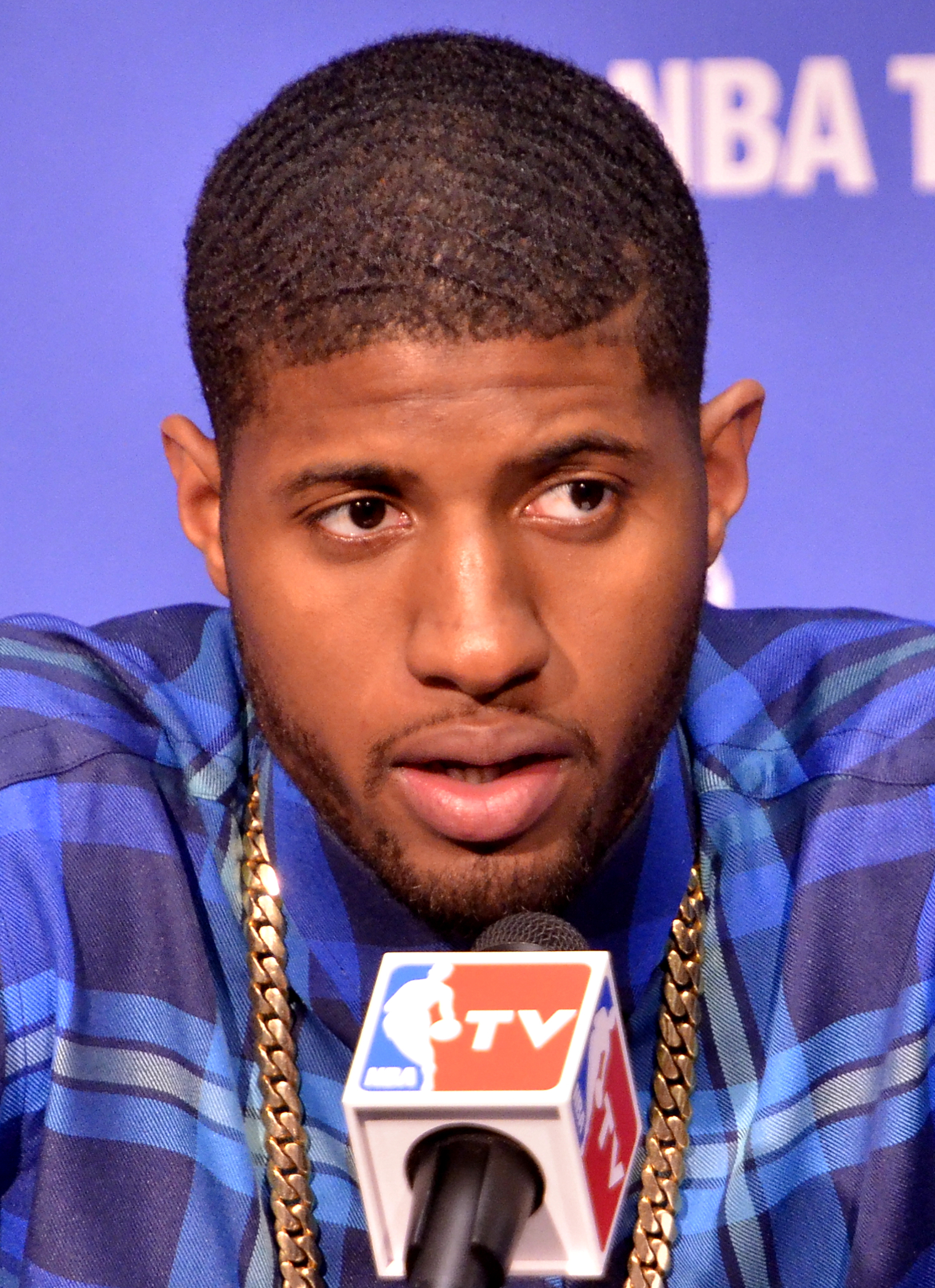
Paul George, 2014-ben

A 2017-es NBA-drafton a Thunder kiválasztotta Terrance Fergusont a 21. választással. Ezt követően azzal a céllal, hogy segítsék Westbrookot, a Thunder több agresszív lépést tett a csapat felújítására. 2017. július 6-án a Thunder megszerezte Paul George All Star-játékost az Indiana Pacers csapatától, Victor Oladipóért és Domantas Sabonis-ért cserében. A csapat ez után leszerződtette Raymond Felton irányítót és Patrick Patterson erőcsatárt, július 10-én. Szeptember 25-én a Thunder leigazolta Carmelo Anthony-t a New York Knicks csapatától, Enes Kanterért, Doug McDermottért és egy második köri választásért cserébe, amit még a Chicago Bulls-tól szereztek meg, még 2015-ben. 2017. szeptember 29-én a Thunder meghosszabbította Russell Westbrook szerződését, öt évre. A Thunder a 2017–2018-as szezont 48 győzelemmel zárta és kikapott a Utah Jazztől az első fordulóban.
A 2018-as NBA-drafton a Thunder Devon Hallt választotta az 53. és Kevin Hervey-t az 57. választással. Hall nem szerződött a csapattal, inkább Ausztráliába igazolt a Cairns Taipans csapatához. Hervey pedig a Thunder G-League csapatához, az Oklahoma City Blue-hoz szerződött. A Thunder ezek mellett megszerezte a 45. helyen a Brooklyn Nets által kiválasztott Hamidou Diallót.
2018. július 6-án Paul George meghosszabbította szerződését. Ugyanebben a hónapban a Thunder elcserélte Carmelo Anthony-t és egy 2022-es védett első köri választást, egy három csapatos csere részeként. A Thunder megszerezte Dennis Schrödert az Atlanta Hawks csapatából, illetve Timothe Luwawu-Cabarrot-t a Philadelphia 76ers-től. Ezek mellett leszerződtették Deonte Burtont, illetve Nerlens Noelt is.

### 2019–napjainkig: Az újjáépítés Westbrook távozása után

#### 2019–2020: Chris Paul-éra

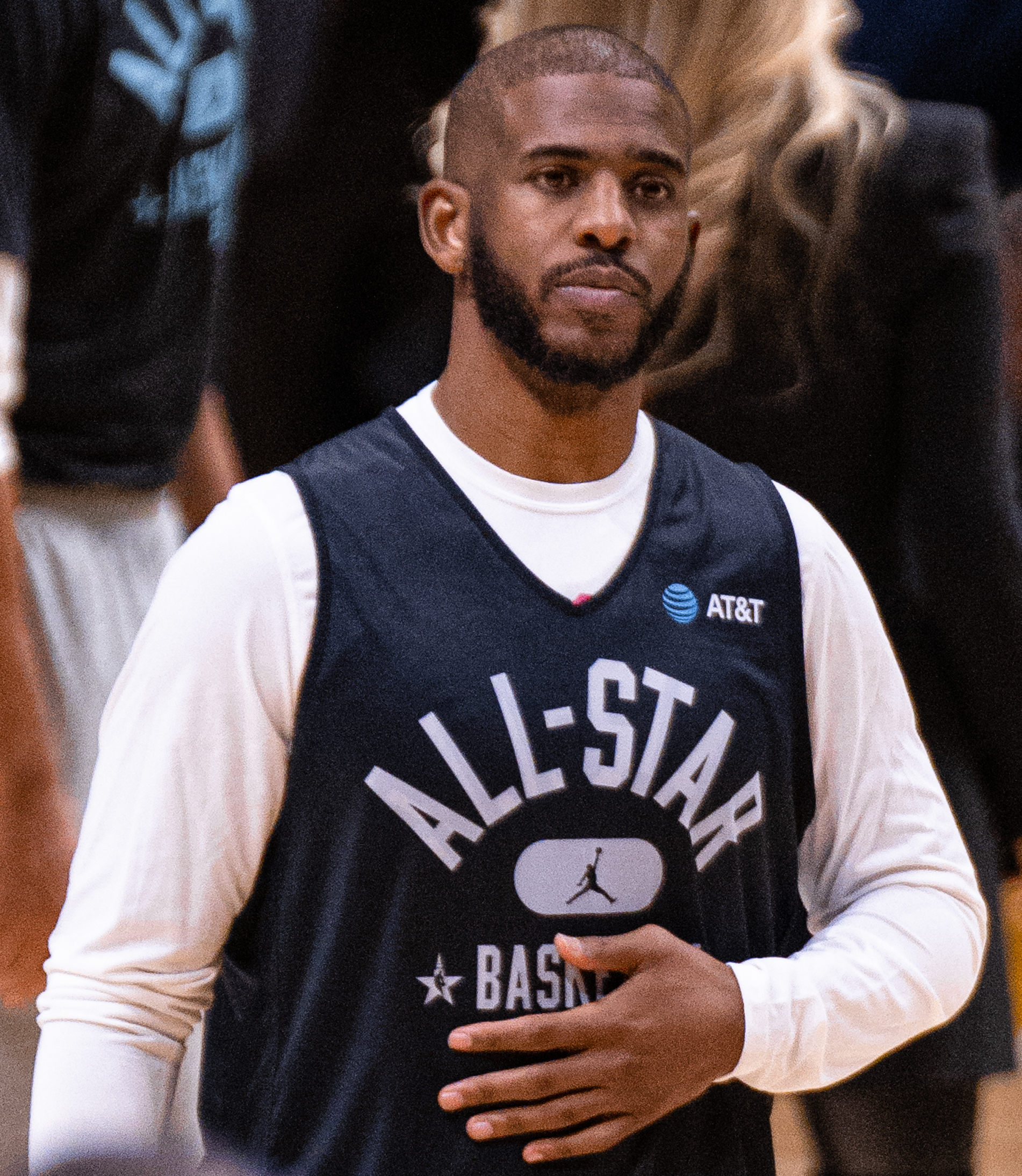
Chris Paul

Sam Presti ügyvezető 2019. július 10-én a Los Angeles Clippers csapatába küldte Paul George-ot. Cserébe kapták Danilo Gallinarit, Shai Gilgeous-Alexandert és több első köri választást is. A tranzakció bejelentése után kiderült, hogy George megkérte a csapatot, hogy engedjék el Kaliforniába, hogy csatlakozhasson Kawhi Leonardhöz a Clippers-nél. Ezek mellett elküldték Jerami Grantet a Denver Nuggets csapatához, egy 2020-as első köri választásért cserében.
A George-tranzakció után Presti úgy érezte, hogy a franchise jövője veszélyben volt, hiszen nem voltak elég jók csak Westbrook vezetésével. Július 16-án Westbrookot a Houston Rockets csapatába küldték, Chris Paulért, két első köri cseréért és két első köri választás-cseréért. Paul helyet kapott a 2020-as All Star-gálán, ami tizedik szereplése volt.
A 2019–2020-as szezon felfüggesztése után a Thunder egyike volt a 22 csapatnak, akit meghívtak az NBA-buborékba, hogy befejezzék a szezont.

#### 2020–napjainkig: a fiatal csapat

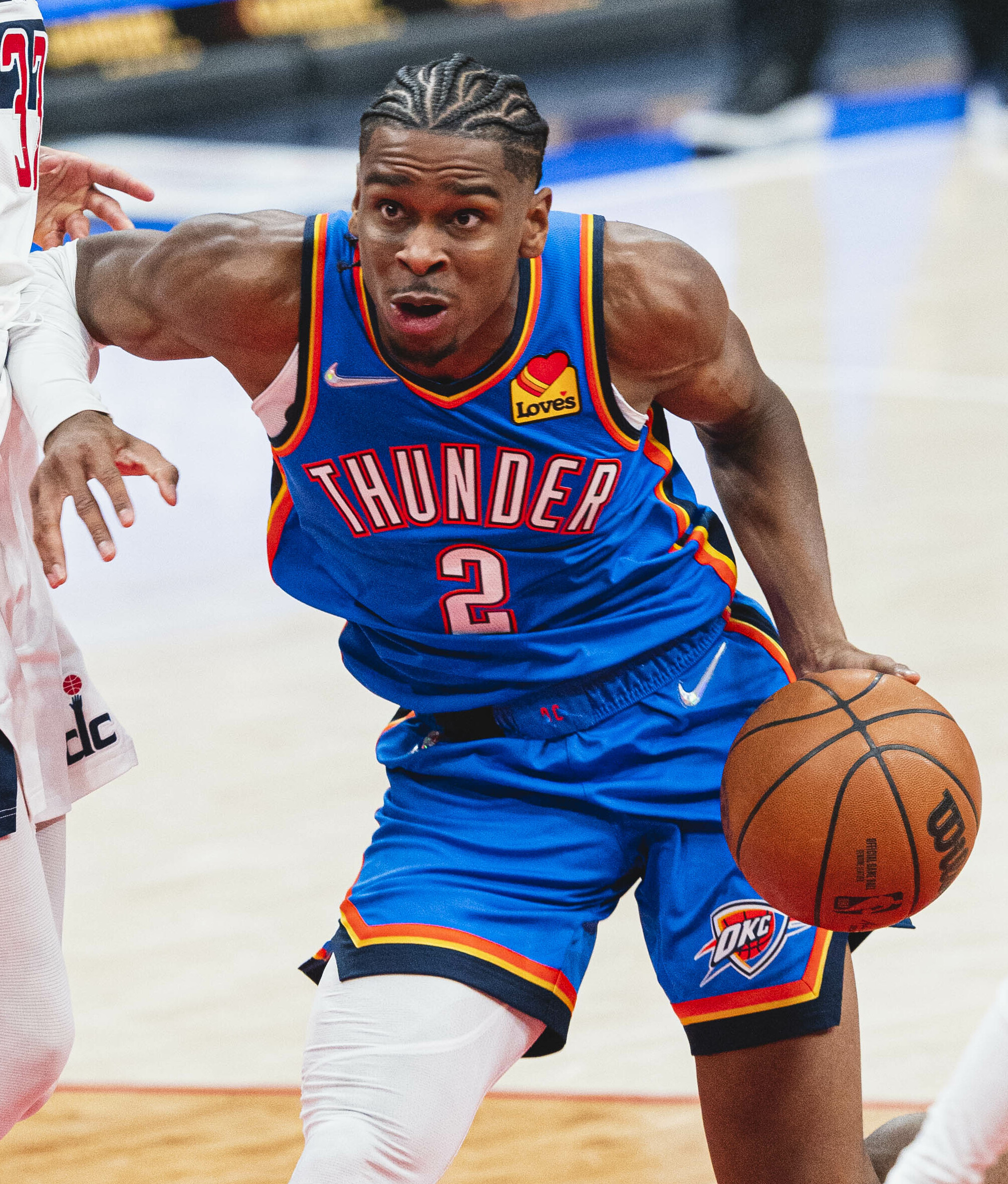
Shai Gilgeous-Alexander, 2022-ben

A szezon végén Billy Donovan szerződését nem hosszabbították meg, a két fél közös megegyezéssel véget vetett közreműködésüknek. 2020. november 11-én Mark Daigneault lett a csapat új vezetőedzője.
A 2020–2021-es szezon kezdete előtt Chris Paul elhagyta a csapatot, Kelly Oubre Jr.-ért Ricky Rubióért és két első köri választásért cserébe. Oubre, Rubio és a Thunder veterán játékosai az előző szezonból, mint Steven Adams, Dennis Schröder és Danilo Gallinari is elhagyták a csapatok, azzal a céllal, hogy a Thunder minél több draft-választást szerezzen. Összességében a Thunder a 2019–2020-as szezon vége és a 2021-es tranzakció-határ előtt 14 cserét folytatott le.
Egyike a megszerzett játékosoknak az ötszörös All Star, Al Horford volt, akit egy évvel később el is cseréltek Kemba Walkerre és első köri választásokra.
2021 nyarára a Thunder a következő hét évben 36 draft-választással rendelkezett, 18 az első körben és 18 a másodikban. A 2021-es NBA-drafton a Thunder kiválasztott játékosai Josh Giddey, Alperen Şengün és Tre Mann voltak, Şengünt később két választásra cserélték. 2021. augusztus 6-án Shai-Gilgeous Alexander öt éves szerződést írt alá a csapattal, 172 millió dollárért. Ugyanezen a napon a Thunder felbontotta Kemba Walker szerződését.
2021. december 2-án a Thunder NBA-rekordnak számító 73 pontos vereséget szenvedett a Memphis Grizzlies ellen (79–152). Mindössze hét hónappal korábban a csapat hasonló mértékű vereséget szenvedett az Indiana Pacers ellen, mikor 152–95-re kaptak ki, május 1-én.
A 2022-es NBA-drafton a Thunder a második helyi választását az első körben Chet Holmgrenre használta, majd a 12. helyen Jalen Williams-et szerezték meg. 2022. augusztus 25-én bejelentették, hogy Holmgren ki fogja hagyni az egész szezont, azt követően, hogy megsérült egy Pro-am mérkőzésen az évad kezdete előtt.
2025-ben bajnok lett a csapat, Oklahomába költözésük és 1979 óta először.

## Egy meccsen elért rekordok
- Pont: 58 – Russell Westbrook a Portland Trail Blazers ellen (2017. március 8.)
- Lepattanó: 23 – Moses Brown a Boston Celtics ellen (2021. március 27.)
- Gólpassz: 24 – Russell Westbrook a San Antonio Spurs ellen (2019. január 1.)
- Labdaszerzés: 8 – Russell Westbrook a Golden State Warriors ellen (2010. február 6.)
- Blokk: 11 – Serge Ibaka a Denver Nuggets ellen (2012. február 19.)

## Játékosok

### Díjak
| NBA Most Valuable Player - Kevin Durant – 2014 - Russell Westbrook – 2017 NBA All Star-gála vezetőedző - Scott Brooks – 2012, 2014 NBA Az év edzője - Scott Brooks – 2010 NBA Az év hatodik embere - James Harden – 2012 NBA közösségi díj - Russell Westbrook – 2015 NBA pontkirály - Kevin Durant – 2010, 2011, 2012, 2014 - Russell Westbrook – 2015, 2017 All-NBA Első csapat - Kevin Durant – 2010, 2011, 2012, 2013, 2014 - Russell Westbrook – 2016, 2017 - Paul George – 2019 All-NBA Második csapat - Russell Westbrook – 2011, 2012, 2013, 2015, 2018 - Kevin Durant – 2016 - Chris Paul – 2020 All-NBA Harmadik csapat - Paul George – 2018 - Russell Westbrook – 2019 | NBA Első védekező csapat - Serge Ibaka – 2012, 2013, 2014 - Paul George – 2019 NBA Második védekező csapat - Thabo Sefolosha – 2010 - Andre Roberson – 2017 NBA Első újonc csapat - Russell Westbrook – 2009 NBA Második újonc csapat - James Harden – 2010 - Steven Adams – 2014 - Josh Giddey – 2022 NBA All Star - Kevin Durant – 2010, 2011, 2012, 2013, 2014, 2015, 2016 - Russell Westbrook – 2011, 2012, 2013, 2015, 2016, 2017, 2018, 2019 - Paul George – 2018, 2019 - Chris Paul – 2020 NBA All Star-gála Most Valuable Player - Kevin Durant – 2012 - Russell Westbrook – 2015, 2016 |

### Visszavonultatott mezszámok
| #  | Játékos         | Pozíció                  | Időszak                  | Dátum               |
| -- | --------------- | ------------------------ | ------------------------ | ------------------- |
| 1  | Gus Williams    | G                        | 1977–1984                | 2004. március 26.   |
| 4  | Nick Collison   | F                        | 2003–2018                | 2019. március 20.   |
| 6  | Bill Russell    | Nem játszott a csapatban | Nem játszott a csapatban | 2022. augusztus 11. |
| 10 | Nate McMillan   | G                        | 1986–1998                | 1999. március 24.   |
| 19 | Lenny Wilkens   | G                        | 1968–1972                | 1979. október 19.   |
| 24 | Spencer Haywood | F                        | 1970–1975                | 2007. február 26.   |
| 32 | Fred Brown      | G                        | 1971–1984                | 1986. november 6.   |
| 43 | Jack Sikma      | C                        | 1977–1986                | 1992. november 21.  |
|    | Bob Blackburn   | Közvetítő                | 1967–1992                |                     |

1. ↑  Az NBA visszavonultatta Bill Russel mezszámát az egész ligában
2. ↑  Vezetőedzőként 2000–2005 között
3. ↑  Vezetőedző 1969–1972 és 1977–1985 között

## Vezetőedzők
| #                     | Név                 | Időszak                     | M                   | Gy                  | V                   | Gy%                 | M                   | Gy                  | V                   | Gy%                 | Sikerek                                                   |
| #                     | Név                 | Időszak                     | Alapszakasz         | Alapszakasz         | Alapszakasz         | Alapszakasz         | Rájátszás           | Rájátszás           | Rájátszás           | Rájátszás           | Sikerek                                                   |
| Seattle SuperSonics   | Seattle SuperSonics | Seattle SuperSonics         | Seattle SuperSonics | Seattle SuperSonics | Seattle SuperSonics | Seattle SuperSonics | Seattle SuperSonics | Seattle SuperSonics | Seattle SuperSonics | Seattle SuperSonics | Seattle SuperSonics                                       |
| --------------------- | ------------------- | --------------------------- | ------------------- | ------------------- | ------------------- | ------------------- | ------------------- | ------------------- | ------------------- | ------------------- | --------------------------------------------------------- |
| 1                     | Al Bianchi          | 1967–1969                   | 164                 | 53                  | 111                 | .323                | 0                   | 0                   | 0                   | –                   |                                                           |
| 2                     | Lenny Wilkens       | 1969–1972 (játékosedzőként) | 246                 | 121                 | 125                 | .492                | 0                   | 0                   | 0                   | –                   | Minden idők 10 legjobb NBA edzője                         |
| 3                     | Tom Nissalke        | 1972                        | 45                  | 13                  | 32                  | .289                | 0                   | 0                   | 0                   | –                   |                                                           |
| 4                     | Bucky Buckwalter    | 1973                        | 37                  | 13                  | 24                  | .351                | 0                   | 0                   | 0                   | –                   |                                                           |
| 5                     | Bill Russell        | 1973–1977                   | 328                 | 162                 | 166                 | .494                | 15                  | 6                   | 9                   | .400                |                                                           |
| 6                     | Bob Hopkins         | 1977                        | 22                  | 5                   | 17                  | .227                | 0                   | 0                   | 0                   | –                   |                                                           |
| —                     | Lenny Wilkens       | 1977–1985                   | 634                 | 357                 | 277                 | .563                | 69                  | 37                  | 32                  | .536                | NBA-bajnok (1979) Minden idők 10 legjobb NBA edzője       |
| 7                     | Bernie Bickerstaff  | 1985–1990                   | 410                 | 202                 | 208                 | .493                | 27                  | 12                  | 15                  | .444                |                                                           |
| 8                     | K. C. Jones         | 1990–1991                   | 118                 | 59                  | 59                  | .500                | 5                   | 2                   | 3                   | .400                |                                                           |
| 9                     | Bob Kloppenburg     | 1991                        | 4                   | 2                   | 2                   | .500                | 0                   | 0                   | 0                   | –                   |                                                           |
| 10                    | George Karl         | 1991–1998                   | 534                 | 384                 | 150                 | .719                | 80                  | 40                  | 40                  | .500                |                                                           |
| 11                    | Paul Westphal       | 1998–2000                   | 147                 | 76                  | 71                  | .517                | 5                   | 2                   | 3                   | .400                |                                                           |
| 12                    | Nate McMillan       | 2000–2005                   | 395                 | 212                 | 183                 | .537                | 16                  | 8                   | 8                   | .500                |                                                           |
| 13                    | Bob Weiss           | 2005                        | 30                  | 13                  | 17                  | .433                | 0                   | 0                   | 0                   | –                   |                                                           |
| 14                    | Bob Hill            | 2006–2007                   | 134                 | 53                  | 81                  | .396                | 0                   | 0                   | 0                   | –                   |                                                           |
| 15                    | P. J. Carlesimo     | 2007–2008                   | 82                  | 20                  | 62                  | .244                | 0                   | 0                   | 0                   | –                   |                                                           |
| Oklahoma City Thunder |                     |                             |                     |                     |                     |                     |                     |                     |                     |                     |                                                           |
| —                     | P. J. Carlesimo     | 2008                        | 13                  | 1                   | 12                  | .077                | 0                   | 0                   | 0                   | –                   |                                                           |
| 16                    | Scott Brooks        | 2008–2015                   | 545                 | 338                 | 207                 | .620                | 73                  | 39                  | 34                  | .534                | 2009–2010-es szezonban az NBA Év edzője                   |
| 17                    | Billy Donovan       | 2015–2020                   | 400                 | 243                 | 157                 | .608                | 41                  | 18                  | 23                  | .439                |                                                           |
| 18                    | Mark Daigneault     | 2020–napjainkig             | 400                 | 211                 | 189                 | .538                | 10                  | 6                   | 4                   | .600                | NBA-bajnok (2025) 2023–2024-es szezonban az NBA Év edzője |

## Ügyvezetők
- 1967–1968: Don Richman
- 1968–1970: Dick Vertlieb
- 1970–1973: Bob Houbregs
- 1973–1977: Bill Russell
- 1977 (vagy 1978)–1983: Zollie Volchok
- 1983–1985: Les Habegger
- 1985–1986: Lenny Wilkens
- 1986–1994: Bob Whitsitt
- 1994–2001: Wally Walker
- 2001–2007: Rick Sund
- 2007–napjainkig: Sam Presti